# Водовод (Мурманская область)
Водовод — упразднённый в 1962 году населённый пункт в пригородной зоне города Кировска Мурманской области РСФСР.

## География
Находился в пригородной зоне города Кировска. Возможно, современный район Водопроводного проезда города Апатиты.

## История
Населённый пункт существовал с конца 1950‑х годов до 13 декабря 1962 года. Входил в Апатитский поссовет.

## Инфраструктура
Обслуживание водопроводной системы, идущей с озера Имандра.